# Christian Gottlieb Friedrich Witte

Christian Gottlieb Friedrich Witte

Christian Gottlieb Friedrich Witte (* 12. Januar 1802 in Rotenburg (Wümme); † 5. November 1873 in Utrecht, Niederlande) war ein deutsch-niederländischer Orgelbauer. Er gilt als einer der bedeutendsten Orgelbauer des 19. Jahrhunderts in den Niederlanden. Eine Vielzahl der Bätz-Witte Orgeln ist bis heute erhalten.

## Leben
Witte wurde als viertes und jüngstes Kind des Pastors Johann Nikolaus Witte (1762–1817) und seiner Ehefrau Sophia Dorothea Friederika Witte, geb. Caulier (1768–1824) geboren.  Er hatte einen Bruder, Johann Nicolaus Christian (1796–1861) sowie zwei Schwestern, Sophia Dorothea Friederica (1793–1862) und Elisabeth Catharina Ernestine Amalie (1799–1864).
Witte, eigentlich für das Predigeramt bestimmt, hatte den Wunsch nach einem handwerklichen Beruf. Auf Reisen in den Harz kam er mit der dortigen Orgelkultur in Berührung, was sein Interesse am Orgelbau weckte. Er begann im Alter von 15 Jahren beim königlichen Hoforgelbaumeister Christian Bethmann in Hannover eine Ausbildung zum Orgelbauer. In seiner Freizeit beschäftigte er sich mit Musik, Naturkunde und Zeichnen. Bei den Arbeiten an der Braunschweiger Domkirche lernte er Ernst Florens Friedrich Chladni kennen, für dessen Klanglehre und Erfindungen er sich begeisterte. Nach Beendigung der Lehrzeit ging er 1824 auf Wanderschaft, um eine passende Arbeitsstelle zu finden, zugleich aber auch um seine Kenntnisse des Orgelbaus zu erweitern und den Orgelbau in Süddeutschland, der Schweiz, Holland und Frankreich kennenzulernen. Sein Ziel war es, sich danach als selbständiger Orgelbauer in Deutschland niederzulassen. Auf der sechswöchigen Wanderung ausgehend von Achim, wo sein Bruder wohnte, suchte er auf dem Weg nach Frankfurt am Main und weiter in die Niederlande bekannte Orgel- und Instrumentenbauer auf, ohne ein Beschäftigungsangebot zu erhalten.
In Utrecht begegnete er Abraham Meere und Jonathan Bätz, die jedoch keine sofortige Verwendung für ihn hatten. Über Gouda, Haarlem, Leiden und Delft gelangte er schließlich nach Amsterdam. Auf Rat des Orgelbauers van den Brink, nahm er im Juni 1824 das Angebot von Orgelbauer Tewes an, das Arbeit und Logis beinhaltete. Witte wechselte zwei Jahre später zur Firma J. Bätz & Co. nach Utrecht, die in dritter Generation von den Gebrüdern Jonathan und Johan Martin Willem Bätz geleitet wurde. Nach dem Ausscheiden von J.M.W. Bätz wurde Witte 1833 Teilhaber. Nach dem Tod von Jonathan Bätz im Jahr 1849 übernahm Witte als Alleininhaber die Firma J. Bätz & Co. und führte sie unter diesem Namen bis zu seinem Tod im Jahr 1873 weiter.

## Die Familie
Witte heiratete 1839 Paulina Dorothea Antoinetta Lagers (1810–1884), Tochter eines in Hamburg geborenen und seit 1787 in den Niederlanden lebenden lutherischen Pastors Georg Hendrik Lagers und dessen zweiter Frau Johanna Maria, geb. Bätz. Die Familie Lagers hatte Witte bei den Arbeiten an der von Bätz gebauten Orgel für die runde Marteen Luther Kerk in Amsterdam kennengelernt, an der Pastor Lagers tätig war. Inzwischen hatte sich Witte zu seinem Lebensmittelpunkt in Utrecht entschieden und betrachtete sich selbst nunmehr als Holländer.
Aus der Ehe gingen sechs Söhne hervor, von denen der älteste, Johan Frederik Witte (1840–1902), als gelernter Orgelbauer nach dem Tod des Vaters 1873 den Betrieb übernahm und diesen bis zu seinem eigenen Ableben weiter führte. Die einzige Tochter, Clara Witte (1880–1940), die aus der Ehe von Witte mit Johanna Gehardina, geb. Broekmeijer, hervorging, wurde nicht für die nachfolgende Leitung des Betriebs bestimmt, so dass die Firma Bätz & Co. 1903 liquidiert wurde.
Im Nachruf des Orgelbauer M. Maarschalkerweerd vom 7. Februar 1902 heißt es: „Sicher ist, so lange wie die Orgelbaukunst besteht, wird der Name der Firma Bätz und vor allem der der Herren Witte, Vater und Sohn, im ruhmreichen Gedächtnis bleiben und alle gegenwärtigen und zukünftigen Orgelbauer werden mit mir einstimmen müssen in das hohe Lob, das der wahren Kunst geschuldet ist und das dem verstorbenen Künstler in so großem Maße zukommt“. (Weekblad voor Muziek, 15. Februar 1902)
Bedeutung erhielt auch sein zweitältester Sohn Georg Hendrik Witte (1843–1929), der als Musikdirektor von 1871 bis 1911 in Essen wirkte. Dessen in den Niederlanden verbliebene Brüder waren Johann Christiaan (1845–1909), Rudolf (1847–1847) und Rudolph (1850–1905). Der letzte holländische Nachkomme von C.G.F. Witte war Paul Christiaan Witte (1884–1969), Sohn des Rudolph Witte. Alle übrigen noch lebenden Nachfahren des Orgelbauers C.G.F. Witte sind in Deutschland sesshaft.

## Werk
In den Jahren von 1850 bis 1873, in denen die Firma Bätz unter der Leitung von C.G.F. Witte stand, wurden etwa fünfzig neue Orgeln ausgeliefert. Witte stellte höchste Ansprüchen an Material und Bearbeitung. Dabei hatte er ein konservatives, auf Tradition basierendes Qualitätsbewusstsein. Von technischen Neuerungen machte er erst dann Gebrauch, wenn sie sich hinreichend bewährt hatten. Das mag erklären, weshalb viele der von ihm gebauten Instrumente bis heute erhalten geblieben sind.
Die Orgeln des 19. Jahrhunderts entsprachen in ihrer Konzeption der in protestantischen Kirchen vorherrschenden Absicht, in erster Linie den Gesang der Gemeinde zu unterstützen und zu verbessern. Die individuelle Disposition einer Orgel wurde durch die Größe der Kirche und die verfügbaren finanziellen Mittel bestimmt. Mit Ausnahme eines Auftrags aus Paramaribo in Surinam, einer damaligen holländischen Kolonie, bediente die Firma Bätz ausschließlich den holländischen Markt. Wegen der evangelisch-lutherischen Herkunft der Familien Bätz und Witte zählten die protestantischen Gemeinden zu den wichtigsten Auftraggebern.

## Werkliste
Die Liste enthält die in den Jahren 1850–1873 neu in Gebrauch genommenen Orgeln der Firma Bätz. In dieser Zeit war C.G.F. Witte alleiniger Inhaber der Firma (ab 1868 zusammen mit Sohn und Teilhaber Johan Frederik Witte).
Die Größe der Instrumente wird in der fünften Spalte durch die Anzahl der Manuale und die Anzahl der klingenden Register in der sechsten Spalte angezeigt. Ein großes „P“ steht für ein selbstständiges Pedal, ein kleines „p“ für ein angehängtes Pedal. Bei der Angabe des Ortes handelt es sich um den ursprünglichen Standort der Orgel. Soweit Umplatzierungen stattgefunden haben, sind die heutigen Standorte – soweit bekannt – in der Rubrik „Bemerkungen“ wiedergegeben.
| Jahr | Ort                 | Kirche                                                                                | Bild | Manuale | Register | Bemerkungen |
| ---- | ------------------- | ------------------------------------------------------------------------------------- | ---- | ------- | -------- | --- |
| 1850 | Rotterdam           | Zuiderkerk                                                                            |      |         |          | 1940 zerstört. |
| 1851 | Hoorn               | Grote Kerk                                                                            |      |         | 32       | 1878 abgebrannt |
| 1851 | Ameide              | Hervormde Kerk                                                                        |      |         |          | 1953 abgebrannt |
| 1852 | Buren               | Lambertuskerk                                                                         |      | II/P    | 17       | [ 4 ] |
| 1853 | Gorinchem           | Grote Kerk                                                                            |      | III/P   | 36       | Nach umfassender Restaurierung durch Pels & Van Leeuwen in den ursprünglichen Zustand versetzt und am 4. Februar 2012 wieder in Gebrauch genommen.                                                              |
| 1854 | De Rijp             | Grote Kerk                                                                            |      | II/p    | 17       | Firmenschild: „Bätz & Co, orgelmakers van ZM den koning“ |
| 1854 | Leerdam             | Grote Kerk                                                                            |      | II/P    | 21       | [ 7 ] |
| 1854 | Dordrecht           | Nieuwe Kerk                                                                           |      | II/P    | 25       | Seit 1966 in der Grote Kerk, Tiel (Foto), bei Wahrung des Gehäuses |
| 1855 | Delfshaven          | Oude Pelgrimvaderskerk                                                                |      | II/P    | 23       | [ 9 ] |
| 1856 | Leiden              | Remonstrantse Kerk                                                                    |      | I/p     | 12       | Gehäuse wurde 1978 entfernt und ist verloren gegangen. Teile des Pfeifenwerkes fanden u. a. Verwendung in der Orgel der NPB Baarn.                                                                              |
| 1856 | Loosduinen          | Hervormde Kerk                                                                        |      | II      |          | Prospekt von Reichner (1780/1791) |
| 1857 | Delft               | Oude Kerk (Hauptorgel)                                                                |      | III/P   | 40       | [ 10 ] |
| 1857 | Kralingen           | Hervormde Kerk                                                                        |      | I/p     | 12       | 1911 in der Gereformeerd Kerk in Vlaardingen bei Erhaltung des Gehäuses neu aufgestellt. 1961 in die Maranatha kerk in Vlaardingen umgesetzt. Das ursprüngliche Gehäuse ging verloren.                          |
| 1858 | Beusichem           | Hervormde Kerk                                                                        |      | II/p    | 18       | [ 11 ] |
| 1858 | Puttershoek         | Hervormde Kerk                                                                        |      | II/P    | 17       | [ 12 ] |
| 1858 | Rotterdam           | Oud-katholieke kerk van de HH Petrus en Paulus „Het Paradijskerk“                     |      | II/P    | 20       | Die Orgel stammt ursprünglich von M. Verhofstad (1720–1721) und wurde 1827 und 1857 durch Firma Bätz restauriert. Im Rahmen des Kirchenneubaus 1910 kam die Orgel in die neue Paradieskirche (Nieuwe Binnenweg) |
| 1858 | Amersfoort          | Oud-katholieke St. Georgiuskerk                                                       |      | II/p    | 10       | 1977 verkauft und ersetzt durch Orgel von August Gern. |
| 1859 | Rotterdam           | Oud-katholieke kerk van de HH Laurentius en Maria Magdalena (Soli Deo Gloria, Oppert) |      | II/P    | 22       | Durch Kriegshandlungen 1940 zerstört. |
| 1859 | Ophemert            | Hervormde Kerk                                                                        |      | II/p    | 13       | [ 14 ] |
| 1860 | Putten              | Hervormde Kerk                                                                        |      | II/P    | 16       | [ 15 ] |
| 1860 | Spijkenisse         | Hervormde kerk                                                                        |      | II/p    | 18       | 1934 in der Kirche wieder eingesetzt, wobei das ursprüngliche Gehäuse verloren gegangen ist. |
| 1860 | Bunschoten          | Hervormde kerk                                                                        |      | II/p    | 12       | |
| 1861 | Utrecht             | Janskerk                                                                              |      | II/P    | 18       | [ 16 ] |
| 1861 | Culemborg           | Barbarakerk                                                                           |      | II/p    | 13       | [ 17 ] |
| 1862 | Naarden             | Grote Kerk                                                                            |      | III/P   | 45       | Firmenschild: „C.G.F. Witte, Fa Bätz & Co. Utrecht 1863“ |
| 1862 | Amerongen           | Hervormde kerk (Andrieskerk)                                                          |      | II/P    | 18       | [ 19 ] |
| 1863 | Amersfoort          | Rooms-katholieke kerk van onze lieve Vrouwe Hemelvaart                                |      | II/P    | 22       | Firmenschild: „C.G.F. Witte, Fa Bätz & Co“; 1964 in die Zuiderkerk, Rijssen, überführt. Dabei ist das Gehäuse verloren gegangen                                                                                 |
| 1864 | Purmerend           | Koepelkerk                                                                            |      | II/p    | 11       | Brüstungsorgel |
| 1864 | Rijsoord            | Hervormde kerk                                                                        |      | II/p    | 11       | |
| 1864 | 's-Gravenhage       | Kloosterkerk                                                                          |      | II/P    | 20       | 1962 abgerissen, Gehäuse verloren gegangen, Pfeifenwerk wurde für die Orgel der Gereformeerd Kerk in Dalfsen weiter verwendet.                                                                                  |
| 1865 | Rotterdam           | Waalse kerk                                                                           |      | II/P    | 23       | 1922 umgesetzt in das heutige Kirchengebäude am Schiedamse Singel. Dabei ging das ursprüngliche Gehäuse verloren.                                                                                               |
| 1866 | Kapelle (Zeeland)   | Hervormde Kerk                                                                        |      | II/p    | 17       | [ 22 ] |
| 1866 | Schiedam            | Oud-katholieke kerk van de H.Johannes de Doper                                        |      | II/P    | 13       | |
| 1866 | Utrecht             | Remonstrantse kerk                                                                    |      | I/p     | 12       | 1904 in die reformierte Kirche in Anjum gebracht mit dem ursprünglichen Gehäuse, am 16. Dezember 1967 verbrannt.                                                                                                |
| 1867 | Den Haag            | Nieuwe Kerk                                                                           |      | III/p   | 28       | Umbau der Orgel von Johannes Duyschot (1702) |
| 1867 | Delft               | Oud-katholieke kerk van de HH Maria en Ursula                                         |      | II/p    | 7        | Prospekt von Duyschot (1722) |
| 1868 | Winschoten          | Marktpleinkerk                                                                        |      | II/P    | 23       | [ 24 ] |
| 1869 | Delft               | Waalse kerk                                                                           |      | II/P    | 23       | |
| 1869 | Elst (Gelderland)   | Hervormde kerk                                                                        |      | II/p    | 16       | |
| 1870 | Utrecht             | Doopsgezinde Kerk                                                                     |      | II/p    | 11       | 1913 um ein selbstständiges Pedal erweitert |
| 1871 | Hoorn               | Doopsgezinde kerk                                                                     |      | II/p    | 10       | |
| 1871 | Wognum              | Rooms-katholieke kerk van de H. Hieronymus                                            |      | II/P    | 12       | Verlust des Gehäuses im Zuge des Umzugs der Kirche (1970) |
| 1871 | Amersfoort          | Oud-katholiek Seminarie                                                               |      | II/p    | 9        | |
| 1871 | Hoorn               | Oosterkerk                                                                            |      | II/P    | 15       | Gehäuse von Bätz (1764) |
| 1872 | Rotterdam           | Westerkerk                                                                            |      | II/P    | 9        | 1934 nach Emmahuis, 1987 nach Apeldoorn und 2002 nach Beemte umgesetzt. |
| 1872 | IJzendijke          | Hervormde Kerk                                                                        |      | II/p    | 11       | Als Ersatz für Orgel von J. de Voldere |
| 1872 | Nederhorst den Berg | Hervormde Kerk                                                                        |      | II/p    | 9        | 1939 Restaurierung und Verkauf; später Erweiterungsumbauten |
| 1872 | Jaarsveld           | Hervormde kerk                                                                        |      | II/p    | 14       | |
| 1873 | Delft               | Armenkerk (Schoolstraatkerk)                                                          |      | I/p     | 5        | 1962 in der Oude kerk, Delft, Nordflügel, aufgestellt (Foto) |
| 1873 | Doorn (Utrecht)     | Hervormde Maartenskerk                                                                |      | II/p    | 10       | [ 32 ] |
| 1873 | Hilversum           | Oud-katholieke Vituskerk                                                              |      | II/P    | 9        | 1889 durch seinen Sohn restauriert, später Erweiterung des Pedals |
| 1873 | Rotterdam           | Prinsenkerk                                                                           |      | II/p    | 9        | 1934 überführt in die Gereformeerd Kerk Amsterdam-Oost, wobei das ursprüngliche Gehäuse verloren ging. Das Innenwerk wurde 1973 entfernt.                                                                       |